# Балет Маријинског театра
Балет Маријинског театра (рус. Балет Мариинского театра) је стална трупа класичног балета која припада Маријинском театру у Санкт Петербургу. То је једна од водећих балетских трупа у свету. 

## Историја
Ова институција културе има почетке у 18. веку. У Санкт Петербургу је 1738. почела да ради „школа плеса”, под руководством француског педагога Жан Батиста Ландеа, и под царским покровитељством. Она је временом прерасла у школу Академија рускога балета Агрипине Ваганове, која је данас део Балета Маријинског театра. Од 1860. до 1920. балетска трупа је носила име Царски руски балет, као део Царског маријинског театра. У совјетско време, 1920-1935, имала је име Државни академски театар опере и балета (рус. Государственный академический театр оперы и балета). У периоду 1935–1992. имену балетске трупе додато је име Киров (по совјетском политичару Сергеју Кирову 1886—1934). Тада је овај балет најчешће био познат као Балет Киров. Од 1992. балетска трупа носи име: Балет Маријинског театра. 